# Qatar Athletic Super Grand Prix 2013
Doha Diamond League 2013 byl lehkoatletický mítink, který se konal 10. května 2013 v katarské hlavním městě Dauhá. Byl součástí série mítinků Diamantové ligy 2013.

## Výsledky
- Archiv výsledků zde [1]

### Muži
| Disciplína            | 1. místo                      | 2. místo                        | 3. místo                    |
| Běh na 100 m          | Justin Gatlin 9,97            | Michael Rodgers 9,99            | Nesta Carter 9,99           |
| Běh na 800 m          | David Rudisha 1:43,87         | Mohammed Aman 1:44,21           | Job Kinyor 1:44,24          |
| Běh na 1500 m         | Asbel Kiprop 3:31,13          | Bethwel Birgen 3:31,90          | Ayanleh Souleiman 3:32,59   |
| Běh na 3000 m         | Hagos Gebrehiwot 7:30,36      | Thomas Pkemei Longosiwa 7:32,01 | Alamirew Yenew 7:32,64      |
| Běh na 400 m překážek | Michael Tinsley 48,92         | Bershawn Jackson 49,12          | Cornel Fredericks 49,35     |
| Skok do výšky         | Bohdan Bondarenko 233 cm      | Mutaz Essa Baršim 230 cm        | Alexandr Šustov 227 cm      |
| Skok o tyči           | Konstadinos Filippidis 582 cm | Malte Mohr 582 cm               | Raphael Holzdeppe 570 cm    |
| Trojskok              | Christian Taylor 17,11 m      | Benjamin Compaoré 17,06 m       | Aleksiej Fiodorow 16,85 m   |
| Vrh koulí             | Ryan Whiting 22,28 m          | Germán Lauro 21,26 m            | Reese Hoffa 21,01 m         |
| Hod oštěpem           | Vítězslav Veselý 85,09 m      | Tero Pitkämäki 82,18 m          | Andreas Thorkildsen 81,51 m |

### Ženy
| Disciplína             | 1. místo                            | 2. místo                    | 3. místo                    |
| Běh na 200 m           | Shelly-Ann Fraserová-Pryceová 22,48 | Sherone Simpsonová 22,73    | Myriam Soumaréová 22,81     |
| Běh na 400 m           | Amantle Montshoová 49,88            | Allyson Felixová 50,19      | Christine Ohuruoguová 50,53 |
| Běh na 1500 m          | Abeba Aregawiová 3:56,60            | Faith Kipyegonová 3:56,98   | Genzebe Dibabaová 3:57,54   |
| Běh na 100 m překážek  | Dawn Harperová 12,60                | Kellie Wellsová 12,73       | Queen Harrison 12,74        |
| Běh na 3000 m překážek | Lidya Chepkurui 9:13,75             | Sofia Assefaová 9:14,61     | Hiwot Ayalewová 9:17,60     |
| Skok daleký            | Brittney Reeseová 725 cm Rekord DL  | Blessing Okagbareová 714 cm | Janay DeLoachová 708 cm     |
| Hod diskem             | Sandra Perkovićová 68,23 m          | Zinaida Sendriūtė 63,92 m   | Anna Rüh 63,01 m            |